# Південна Пальміра (поїзд)
«Південна Пальміра» — нічний швидкий поїзд № 117/118 сполученням Ізмаїл — Одеса-Головна.

## Історія
9 березня 2022 року поїзд був призначенний. Завдяки цьому поїзду можна пересісти на катер до Тулчі.
18 березня 2022 року маршрут катера було змінено. Тепер катер курсує до Ісакчі.
З 26 квітня 2022 року у за'язку з обстрілами моста у Затоці поїзд тимчасово скасовано.
28 квітня 2022 року поїзд було відновлено, але на наступний день скасовано.

## Інформація про курсування
Поїзд № 117/118 сполученням Ізмаїл-Одеса-Головна курсував щоденно. Експлуатант — Одеська залізниця.
| Час прибуття | Зупинка | Час відправлення | Станція                | Час прибуття | Зупинка | Час відправлення |
| ------------ | ------- | ---------------- | ---------------------- | ------------ | ------- | ---------------- |
| -            | -       | 7:00             | Ізмаїл                 | 5:00         | -       | -                |
| 8:44         | 20      | 9:04             | Арциз                  | 2:33         | 19      | 2:52             |
| 10:21        | 20      | 10:41            | Білгород-Дністровський | 0:54         | 20      | 1:14             |
| 12:09        | -       |                  | Одеса-Головна          |              | -       | 23:23            |

Актуальний розклад руху вказано у розділі «Розклад руху призначених поїздів» на офіційному вебсайті «Укрзалізниці».

## Склад потяга
Фірмовий потяг № 118/117 «Південна Пальміра» Ізмаїл — Одеса належить до вагонного депо станції Одеса. Потяг складається із 4 вагонів:
Склад потяга може відрізнятися від наведеної в залежності від сезону (зима, літо). Актуальну схему на конкретну дату можна подивитися в розділі «On-line резервування та придбання квитків» на офіційному вебсайті ПАТ «Укрзалізниця».

## Ключові можливості пересадки
- Пасажири, що слідують на Румунію, можуть здійснити пересадку на станції Ізмаїл з/на катер, який слідує до Ісакчі.